# Roberto Venturini
Roberto Venturini (Città di San Marino, 30 dicembre 1960) è un medico e politico sammarinese, Capitano Reggente dal 1º aprile al 1º ottobre 2015..
Membro del Partito Democratico Cristiano Sammarinese, dal 2012 è membro del Consiglio Grande e Generale.
È medico del pronto soccorso dell'ospedale di San Marino. È padre di due figli.